# Leaderboard
Leaderboard är ett golfspel utvecklat av Bruce och Roger Carver, och utgivet Access Software. Det släpptes 1986.

### Fotnoter
1. ↑  ”Leaderboard” (på engelska). Mobygames. 11 mars 1986. http://www.mobygames.com/game/leader-board_. Läst 6 juni 2014.